# Metternichov absolutizem
Metternichov absolutizem je čas, ki označuje obdobje od 1815 do 1848. Takrat je prišel na oblast bolehni cesar Ferdinand I. (1797 - 1875), ki pa ni bil zmožen vladanja. Dejansko je cesarstvo upravljala državna konferenca s knezom Metternichom na čelu.
Metternich je bil doma iz Porenja, vendar se je kasneje uveljavil v avstrijski diplomatski službi, ki jo je od 1809 tudi vodil. Leta 1821 je postal kancler in od leta 1835 upravljal Avstrijo. Največ pozornosti je namenil zunanji politiki. Držal se je načel, ki jih je sklenila Evropa na Dunajskem kongresu (1815), torej mu je glavno skrb predstavljalo preprečevanje političnih sprememb. Zavedal se je, da so spremembe nujne, kot na primer odprava fevdalizma, večanje vlog meščanstva pa tudi sprostitev narodnih gibanj. Teh se je najbolj bal, zato je uvedel cenzuro, prepoved združevanja, policijski nadzor. Kulturnim gibanjem ni nasprotoval, če le niso presegla jezikovnih in zgodovinskih razglabljanj.
Leta 1848 pa je izbruhnila marčna revolucija, katere vzroki so nastajali dalj časa.